# Heilmittel-Richtlinien
In Deutschland wird die Verordnung von Heilmitteln im Rahmen der vertragsärztlichen Versorgung durch eine Heilmittel-Richtlinie geregelt. Entsprechende Regelungen enthält in Österreich der vom Hauptverband der österreichischen Sozialversicherungsträger herausgegebene Erstattungskodex (EKO).
Heilmittel gehören zu den Sachleistungen der deutschen gesetzlichen Krankenversicherung im Rahmen der Krankenbehandlung (§ 32 SGB V). Sie sind von den Arznei- und Verbandmitteln (§ 31 SGB V) sowie den Hilfsmitteln (§ 33 SGB V) zu unterscheiden.
Die erste Heilmittel-Richtlinie wurde von den damaligen Bundesausschüssen der Ärzte bzw. Zahnärzte und den Krankenkassen, heute Gemeinsamer Bundesausschuss (G-BA) auf der Rechtsgrundlage des § 92 Abs. 1 Satz 2 Nr. 6 SGB V erlassen. Die Richtlinie hat nach der ständigen Rechtsprechung des Bundessozialgerichtes, wie alle Richtlinien des G-BA, als untergesetzliche Rechtsnorm normativen Charakter, d. h., sie beschreibt die einzelnen Arten und den Umfang der von den Vertragsärzten zu verordnenden Heilmittel mit verbindlicher Wirkung für die Vertragsärzte, die Versicherten und die Krankenkassen.
Der Rechtsnormcharakter der Richtlinien wirft Fragen nach der Verfassungsmäßigkeit auf. Das Bundesverfassungsgericht hat die Vereinbarkeit mit dem Grundgesetz in einem Beschluss vom 6. Dezember 2005 ausdrücklich offengelassen.
Die Heilmittel-Richtlinie regelt die Versorgung der Versicherten mit Heilmitteln durch die Heilmittelerbringer, wie etwa Physiotherapeuten, Ergotherapeuten, Logopäden, Podologen und Ökotrophologen/Diätassistenten. Vor allem aber regelt sie, welche Art von Heilmitteln in welchem Umfang und bei welchen Indikationen verordnet werden dürfen.
Seit dem 1. Juli 2004 galt eine neue Richtlinie in überarbeiteter Version. Statt einzelner Diagnosen sind seitdem Diagnosegruppen benannt. Die Verordnung erfolgt nun nach Zuordnung einer Diagnose zu einer Diagnosegruppe und die Auswahl des Heilmittels nach der Bestimmung von Leitsymptomatik und Therapieziel.
Im Heilmittelkatalog sind jeder Leitsymptomatik (bezogen auf die Diagnosegruppe) die verordnungsfähigen Heilmittel und die maximale Verordnungsmenge (Gesamtverordnungsmenge im Regelfall) zugeordnet.
Seit dem 21. Januar 2023 gilt die aktuelle Richtlinie in der mit Beschluss vom 17. November 2022 geänderten Fassung.